# Rudolf Kehrer
Pour les articles homonymes, voir Kehrer.
Rudolf Kehrer (en russe : Рудольф Керер, en anglais : Kerer ; Tbilissi, 10 juillet 1923 – Berlin, 29 octobre 2013) est un pianiste classique et pédagogue russe allemand.

## Biographie
Kehrer naît en 1923 dans une famille de facteurs de pianos originaire de Souabe, émigrée depuis le début du XIXe siècle. Son père est accordeur au conservatoire de Tbilissi où l'enfant rencontre Wanda Landowska et AK Borowski. Il commence le piano à six ans avec Erna Krause et son talent est tôt reconnu et dès ses onze ans, il travaille avec un groupe d'enfants doués à Tbilissi jusqu'en 1941 et au conservatoire avec Anna Tulashwili. À douze ans, il connaît le répertoire principal du piano. Il assiste à des concerts de nombreux musiciens — notamment Maria Youdina et Egon Petri. Par ce dernier, il entend l'Étude « révolutionnaire » de Chopin et deux ans plus tard, joue presque toutes les études du musicien polonais. Anna Tulashwili le recommande pour la classe d'Heinrich Neuhaus à Moscou, mais les circonstances empêchent le projet de se réaliser.
En 1941, les Allemands envahissant l'Union Soviétique, Rudolf Kehrer, son frère, sa mère et deux tantes, en tant qu'Allemands, dès l'automne, sont bannis dans un petit village du Kazakhstan, à 70 km de Tachkent avec 100 000 autres. Pendant treize ans, Kehrer ne peut pas jouer de piano et enseigne l'arithmétique et l'allemand. En 1938 déjà, deux de ses oncles sont arrêtés et internés dans un camp : l'un n'en revient jamais et l'autre meurt peu de temps après sa sortie. Le père de Rudolf Kehrer est arrêté en 1939 (pour espionnage) et condamné à dix ans de camp, où il meurt en 1943.
En 1950 seulement, la famille peut s'installer à Pakhta Aral (« Mer de coton »), une grande ferme d'État, où Kehrer joue de l'accordéon. En 1949, il entreprend de se former par correspondance, obtient un diplôme de l'Institut pédagogique physique et mathématiques en 1952 et enseigne pendant deux ans ces disciplines au lycée, abandonnant presque l'idée de reprendre sa carrière de musicien, même s'il rejoue de l'instrument.
Ce n'est qu'en 1954, après la mort de Staline, que Rudolf Kehrer peut reprendre le piano au Conservatoire de Tachkent (Ouzbékistan) dans la classe de Z.S. Tamarkin (une élève notamment de Lazare-Lévy à Paris) ; en 1957, il y obtient son prix, avec les honneurs et est nommé professeur au conservatoire de Tachkent. Grâce à la rencontre de Maria Grinberg, avec qui il prépare le concours, par dérogation en raison de son âge (37 ans), en 1961, il participe au concours d'interprétation de l'Union, qu'il remporte avec la note maximale (50 points sur 50),.
Il est immédiatement nommé soliste de l'Orchestre philharmonique de Moscou et au Conservatoire Tchaïkovski de Moscou, postes qu'il occupe jusqu'en 1991, lorsqu'il est Professeur invité au Conservatoire de Vienne pendant huit ans.
Dès 1961, Rudolf Kehrer entame une intense activité de concertiste avec un total de plus de 2000 concerts dans plus de 330 villes. Contrairement à Sviatoslav Richter, à de rares exceptions près (Japon), il doit limiter jusqu'à la Perestroïka son activité sur des pays d'Europe de l'Est, y compris la RDA, ce qui a pour effet de  limiter sa popularité en Occident : seuls les connaisseurs le distinguent, grâce à ses  nombreux disques enregistrés pour le label Melodiya, disponibles en RDA sous le label Eterna, et en Europe de l'Ouest, sous le label Eurodisque.
Depuis sa formation initiale, Kehrer a un écart décisif de treize ans et — comparativement à Richter et Guilels — son répertoire est plutôt restreint, mais il est bien documenté dans les productions de studio et les enregistrements en direct. Outre les enregistrements de Concerts en RDA, la Deutsches Rundfunkarchiv de Potsdam-Babelsberg possède la bande d'un concert de Moscou dans les archives du SWR ; il existe des bandes d'autres enregistrements en studio à la WDR de Cologne, la Radio Bavaroise et à la Radiodiffusion Autrichienne.
En 1977, il reçoit le Prix Robert-Schumann.
Un concert à Moscou, en 1998, est actuellement le seul disque disponible chez Telos.
Une collection détaillée de ses enregistrements est conservée dans les archives Rudolf Kehrer (Rudolf-Kehrer-Archiv) à Overath.
Kehrer a vécu pour la dernière fois à Berlin et est décédé dans cette ville le 29 octobre 2013, à l'âge de 90 ans,.
Ses cendres sont à Berlin, au columbarium du cimetière des artistes (III Friedhof) à Berlin-Friedenau, à proximité des lieux de sépulture de Marlene Dietrich et Helmut Newton.

## Filmographie et documentaire
Rudolf Kehrer apparaît dans un film de Youri Vichinsky, en 1963 (Аппассионата, 42 min). Il incarne Issay Dobrowen et joue le premier mouvement de la sonate Appasionata de Beethoven et l'Étude  Révolutionnaire de Chopin devant Lénine et Gorki.
- Das Ende einer Odyssee - Der Pianist Rudolf Kehrer, documentaire allemand d'Irene Langemann (1998, 28 min)[6].

## Discographie
Brilliant Classics a réédité, dans une vaste anthologie des pianistes russes légendaires, le premier concerto de Prokofiev sous la direction d'Alexandre Gaouk, complété par une brève marche des trois oranges (15 avril 1961, Brilliant Classics 9014, CD3)